# Mur-de-Sologne

Mur-de-Sologne este o comună în departamentul Loir-et-Cher, Franța. În 1 ianuarie 2022 avea o populație de 1.518 de locuitori.